# Chrostosoma trimaculatum
Chrostosoma trimaculatum är en fjärilsart som beskrevs av Embrik Strand 1912. Chrostosoma trimaculatum ingår i släktet Chrostosoma och familjen björnspinnare. Inga underarter finns listade i Catalogue of Life.